# Oleksandr Jazenko
Oleksandr Wiktorowytsch Jazenko (ukrainisch Олександр Вікторович Яценко, * 24. Februar 1985 in Kiew, Ukrainische SSR, Sowjetunion) ist ein ehemaliger ukrainischer Fußballspieler. Der Verteidiger stand zuletzt beim FK Helios Charkiw unter Vertrag.

## Karriere
Jazenko begann seine Laufbahn als Profifußballer bei Dynamo Kiew und besuchte deren Fußballschule, wurde aber für die Saison 2005/06 zum FK Charkiw ausgeliehen. Er war schon in mehreren Jugend- bzw. Juniorenauswahlen seiner Heimat vertreten. So führte er die Mannschaft der Ukraine als Kapitän 2004 ins Achtelfinale der Junioren-Fußballweltmeisterschaft und wurde 2006 mit der U21-Auswahl Vizeeuropameister. Im Juni 2006 wurde er als Ersatz für den verletzten Serhij Fedorow mit nur einem Länderspieleinsatz (im Oktober 2005 gegen Japan) in das Aufgebot der Ukraine für die WM 2006 berufen. Nachdem Jazenko im ersten Halbjahr 2007 von Kiew an Dnipro Dnipropetrowsk ausgeliehen wurde, wechselte er im Sommer jenes Jahres zu Tschornomorez Odessa.

## Erfolge
- Ukrainischer Meister: 2003, 2004
- Ukrainischer Pokal: 2003, 2005
- Ukrainischer Superpokal: 2004, 2006
- Teilnahme an einer WM: 2006 (kein Einsatz)
- Vize-Junioren-Europameister 2006 mit der ukrainischen U21-Auswahl (5 Einsätze)